# Bengtsfors (commune)
La commune de Bengtsfors est une commune suédoise du comté de Västra Götaland, peuplée d'environ  9 670 habitants (2020). Son chef-lieu se situe à Bengtsfors.

## Localités principales
- Bäckefors
- Bengtsfors
- Billingsfors
- Dals Långed
- Skåpafors